# Paraphotis sinensis
Paraphotis sinensis is een vlokreeftensoort uit de familie van de Priscomilitaridae. De wetenschappelijke naam van de soort is voor het eerst geldig gepubliceerd in 1997 door Ren.